# Reichsstraße 146
Die Reichsstraße 146 (R 146) war bis 1945 eine Staatsstraße des Deutschen Reichs, die in der damaligen preußischen Provinz Schlesien, aber überwiegend auf sudetendeutschem und auf 1939 annektiertem tschechischem Gebiet lag. Sie verlief, in Krappitz (jetzt Krapkowice) an der Reichsstraße 118 (heute Droga krajowa 45) beginnend, auf der Trasse der heutigen DW 416 über Oberglogau (Głogówek), wo die Droga krajowa 40 (frühere Reichsstraße 115) gekreuzt wird, Głubczyce (Leobschütz), Bladen (heute Włodzienin), Krnov (Jägerndorf), Opava (Troppau) und von dort auf Trasse der heutigen tschechischen Silnice I/57 nach Fulnek und Nový Jičín (Neutitschein). Von dort nahm sie ihre Fortsetzung im damaligen Protektorat Böhmen und Mähren über Valašské Meziříčí (Walachisch Meseritsch) und Vsetín (Wsetin) und führte weiter über Valašské Klobouky (Walachisch Klobouk) bis zur slowakischen Grenze auf der Ungarischen Straße bei dem Dorf Rybníki am Wlarapass im Tal der Vlára, wo sie in die heutige slowakische Cesta I. triedy 57 mündete.
Ihre Gesamtlänge betrug rund 203 Kilometer, davon rund 65 Kilometer auf Reichsgebiet bis 1937.